# Robert Kells
Robert Kells (7. april 1832 i Meerut, Britisk Indien – 14. april 1905 i London, Storbritannien) var en modtager af Victoriakorset, den højeste og meget velanskrevet pris for tapperhed, der kan tildeles til de britiske og Commonwealth soldater.
Kells blev født i Indien på den 7 april 1832. Han var 25 år gammel spydkorporal i britiske hær i løbet af det Sepoy-oprøret. Den 28. september 1857 i Bolandshahr, i overværelse af en mængde af fjenden, gemte han kaptajn Drysdale. For sin tapperhed, blev han tildelt Victoriakorset. Han senere også opnået rang af sergent, og blev pensioneret i 1868.
Kells blev begravet i Lambeth Kirkegård i London. Kells' Victoriakorset er i dag udstillet i Derby Museum and Art Gallery.